# Bucintoro
|  | No s'ha de confondre amb Bucentaure. |

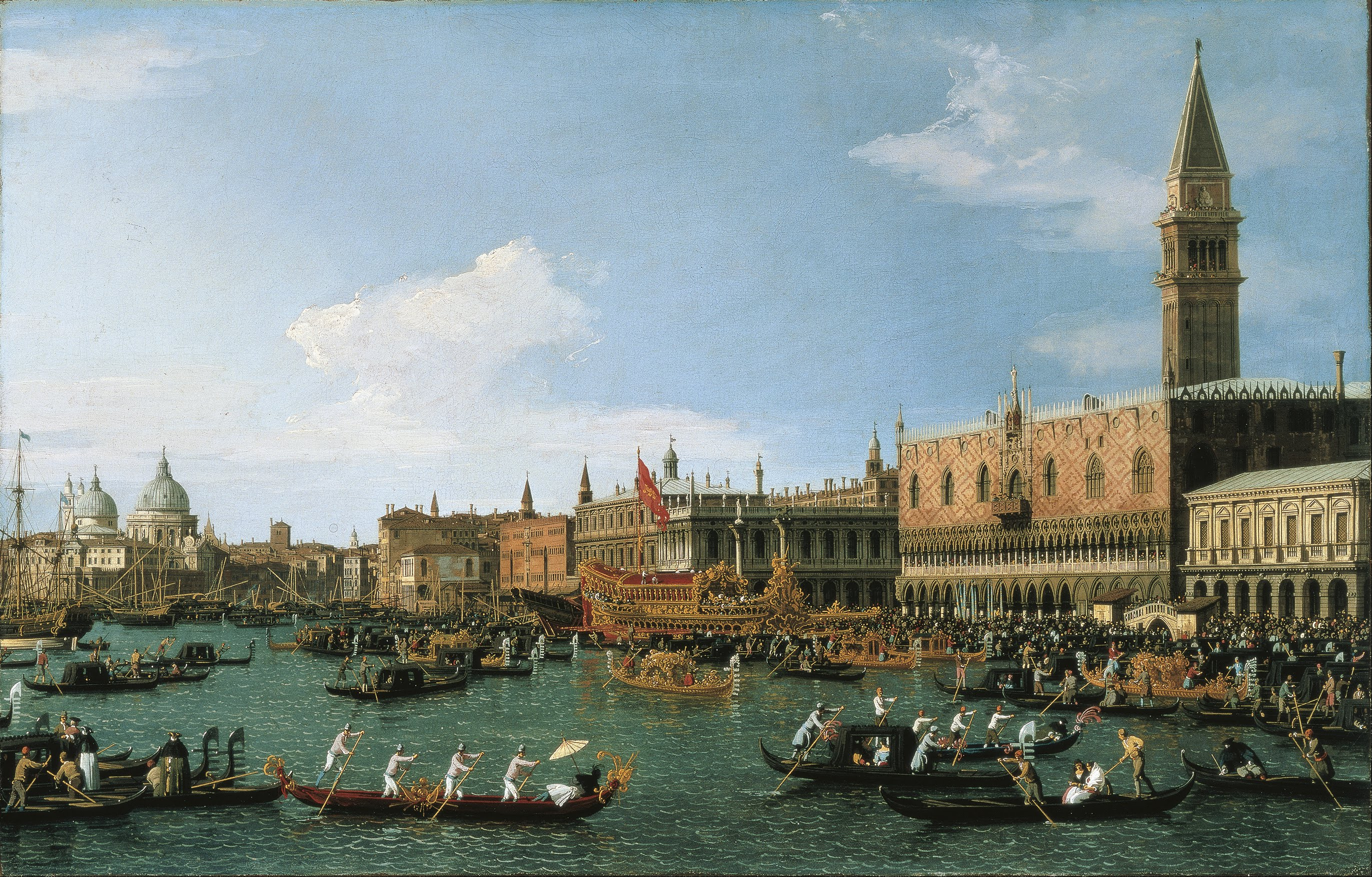
El retorn del Bucentaure el dia de l'Ascensió. Quadre de Canaletto al MNAC.

El Bucintoro  era una galera gran i perfectament adornada en la qual el Dux de Venècia (1311-1789) celebrava la solemne cerimònia de contreure matrimoni al·legòric amb el mar.
Aquesta cerimònia s'efectuava cada any el dia de l'Ascensió i el Dux llançava el seu anell a l'Adriàtic per a formalitzar els esposalles. Es donava a aquesta embarcació el nom de Bucintoro per dur en la proa un centaure muntat sobre un bou.

## Origen del nom

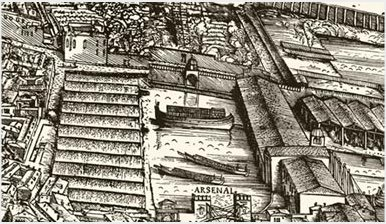
Vista del Bucintoro dins l'arsenal de Venècia

El nom de  Bucintoro  prové del venecià  buzino d'or  (barca d'or), llatinitzat en l'edat mitjana com  bucentaurus , nom d'una hipotètica criatura mitològica similar al centaure amb cos de boví.
L'últim i més magnífic d'aquests vaixells va ser construït el 1729, i tenia una longitud d'uns 35 metres. L'any 1798 es va destruir a França sota les ordres de Napoleó Bonaparte. Finalment l'embarcació va acabar com galera de presoners. Això es va fer no com a gest polític de destruir un símbol del poder de la República de Venècia sinó per cobdícia per extreure l'or que decorava el navili. Algunes restes són conservats al Museu Correr a l'arsenal de Venècia juntament amb un model a escala.
L'embarcació s'utilitzava en els seguicis a la llacuna per rebre les ambaixades i les més altes personalitats de l'època, en les festes i principalment en el dia de l'Ascensió del Dux. El vaixell tenia dues plantes: la planta inferior era per als remers, amb capacitat per 42 rems i 168 remers, la superior estava coberta amb un enorme baldaquí que formava una gran sala revestida de vellut vermell amb 90 seients i 48 finestres. Aquesta sala estava reservada a les màximes autoritats de la República i culminava a la popa amb el fastuós tron del Dux.
Actualment hi ha una Fundació Bucintoro que recull fons per reconstruir la que abans va ser la galera del Dux.